# Zeka Laplaine
Zeka Laplaine (parfois crédité comme José Laplaine) est un réalisateur et acteur congolais (RDC), né en 1960 à Ilebo.
José Laplaine, découvre sa passion pour la comédie lors de ses études en gestion d'entreprise à une université américaine à Rome. Il décide alors de devenir acteur et suit des cours à Bruxelles et à Paris, notamment avec Jack Garfein de l’Actor’s Studio, avant d'interpréter plusieurs rôles au cinéma et à la télévision. Parallèlement, dès 1985, il commence à écrire des scénarios et travaille comme assistant-réalisateur sur deux films, avant de réaliser son premier long métrage, Macadam Tribu.

## Filmographie

### Réalisateur
- 1996 : Le Clandestin
- 1996 : Macadam Tribu
- 2001 : (Paris : xy)
- 2004 : Le Jardin de papa
- 2006 : Kinshasa Palace (ha)
- 2007 : Le Lac sacré

### Acteur
- 1996 : Paris XY, de Zeka Laplaine, Max
- 2006 : Bamako d'Abderrahmane Sissako, un cow-boy
- 2020 : Black and White (mini-série) : David Oumbagne